# AJS Model 18-serie
De AJS Model 18-serie is een serie 500cc-motorfietsen die het Britse merk AJS produceerde van 1935 tot 1966.

## Voorgeschiedenis
Hoewel de gebroeders Stevens in Wolverhampton al in 1909 hun eigen merk AJS oprichtten, concentreerden ze zich in de eerste twintig jaar van het bestaan van het bedrijf voornamelijk op 350cc-eencilinders en zware (tot 1.000 cc) V-twins die als zijspantrekker populair waren. In de tweede helft van de jaren twintig verschenen er 500cc-eencilinders, in 1926 de Model 8-serie sportmotoren met stoterstangen-kopklepmotor en de Model 10-serie wegracers met een bovenliggende nokkenas. In 1927 volgde de Model 9-serie, toermotoren annex zijspantrekkers met een zijklepmotor. AJS duidde de modellen aan met een letter voor het bouwjaar en een getal voor de serie. Zo heette het eerste Model 8 AJS Model G8: de "G" voor 1926 en de "8" voor de serie. Deze type-aanduiding werd gebruikt tot en met 1932, toen men inmiddels bij de letter "T" was aangekomen. 

### Overname door Matchless
In 1932 was AJS echter al geen zelfstandig bedrijf meer. In 1929 waren er al betalingsproblemen en in 1931 besloten de aandeelhouders het faillissement aan te vragen. Na een afgewezen bod van BSA werd de motorfietstak (AJS bouwde ook auto's, autobussen en radio's) met de goodwill verkocht aan Matchless in Woolwich. Matchless worstelde op dat moment met de ontwikkeling van nieuwe modellen. Het verkocht feitelijk alleen de zware V-twins van de Matchless Model X-serie. De eigenaren, de familie Collier, probeerden wel nieuwe modellen te ontwikkelen, maar slaagden daar niet in. Charlie Collier ontwikkelde de Matchless Silver Arrow, een luxe 400cc-V-twin, die in 1930 op de markt kwam maar die zo aan het begin van de crisisjaren te duur en te gecompliceerd was. Zijn broer Bert begon al in 1931 met de ontwikkeling van een 600cc-V4, de Silver Hawk, die nog duurder en gecompliceerder was en ook niet van de grond kwam. Met de aankoop van AJS kregen ze ineens een 250cc-model, vier 350cc-modellen, drie 500cc-modellen en de AJS V-twins. De AJS-productie werd onmiddellijk naar Woolwich verhuisd en de 1932-modellen werden daar al gebouwd. Zo behield het merk AJS zijn bestaansrecht en bleven de machines onder die naam in productie. Alleen de V-twins waren overbodig omdat Matchless die zelf ook leverde. Daarom paste men vanaf 1933 badge-engineering toe: het Matchless Model X/3 kon ook worden aangeschaft met een AJS-logo op de tank en heette dan AJS Model 33/2. In dat jaar paste Matchless de type-aanduiding aan door ook het jaartal voor het type te zetten, maar nu in concrete cijfers. Het 500cc-AJS Model T8 werd bijvoorbeeld AJS Model 33/8. 

### 1935
In 1935 sloeg Matchless nieuwe wegen in. De broers Harry, Charlie en Bert Collier moesten hun mislukte projecten (Matchless Silver Hawk en Silver Arrow) laten schieten en besloten zich ook onder de eigen merknaam te gaan richten op 250-, 350- en 500cc-modellen. In de 500cc-klasse bracht het de modellen 35/CS, 35/D80, 35/D90 en 35/D5 uit. Deze modellen kregen de boring/slagverhouding van de AJS-modellen: 84 x 90 mm. Daarnaast verscheen het AJS Model 18. Zo kreeg het samenwerkingsverband AJS/Matchless ineens een groot aantal 500cc-modellen: 
- Het Matchless Model 35/CS, een sportmotor met kopklepmotor met voorover hellende cilinder.
- Het Matchless Model 35/CS De Luxe
- Het Matchless Model 35/D80, eveneens een kopklep-sportmodel met voorover hellende cilinder.
- Het Matchless Model 35/D80 De Luxe.
- Het Matchless Model 35/D90 sportmodel met getunede motor met voorover hellende cilinder.
- Het Matchless Model 35/D90 De Luxe.
- Het Matchless Model 35/D5, een toermotor met zijklepmotor met voorover hellende cilinder.
- Het Matchless Model 35/D5 De Luxe.
- Het AJS Model 35/8 sportmodel met kopklepmotor met voorover hellende cilinder.
- Het AJS Model 35/9 toermodel met zijklepmotor met voorover hellende cilinder.
- Het AJS Model 35/10 Competition, een sportmotor met bovenliggende nokkenas en rechtop staande cilinder.
- Het AJS Model 35/10 Racing, een clubmanracer met bovenliggende nokkenas en rechtopstaande cilinder.
- en het Model 35/18, een sportmotor met kopklepmotor met voorover hellende cilinder.

### Modellen 35/18, 36/18, 37/18, 38/18, 38/18T en 39/18 1935-1939
Het nieuwe Model 35/18 in 1935 had een "Lo-Ex" aluminium zuiger. De machine had een boring van 84 mm en een slag van 90 mm, waardoor de cilinderinhoud 494,8 cc bedroeg. De krukas was gelagerd met kogellagers en de drijfstang had een extra stevig dubbel kogellager. Het model had een enkele uitlaatpoort ("Big Port") en volgens de mode onder sportieve rijders werd het geleverd met een swept back pipe, maar klanten konden zonder meerprijs ook een laaggeplaatste uitlaat laten monteren. De olietank voor de dry-sumpsmering zat onder de tank. Het was nog het rechthoekige 1,7-liter model. Het rechthoekige leren gereedschapstasje hing aan de onderste buis van het achterframe. De vierversnellingsbak had voetschakeling met een verstelbaar pedaal. De primaire ketting liep in een oliebad, de secundaire ketting in een open kettingkast. Het voorste kettingtandwiel had een transmissiedemper. De machine had al een moderne middenbok, maar ook nog een ouderwetse voorwielstandaard. Er waren drie frictiedempers op de voorvork gemonteerd: twee schokdempers en een stuurdemper. De cilinder helde ongeveer 25° voorover, zoals bij de meeste AJS en Matchless-modellen in die tijd. Het was enerzijds een modeverschijnsel omdat de slopers in opkomst waren, machines met een cilinder die minstens 45° voorover helden. Het betekende ook dat er achter de cilinder ruimte kwam voor de montage van de dynamo en de ontstekingsmagneet en dat de cilinder netjes de lijn van de voorste framebuis volgde. Bij het Model 36/18 uit 1936 stond de cilinder weer rechtop, maar toch zaten dynamo en ontstekingsmagneet nog steeds achter de cilinder. Het had duraluminium tuimelaars en nu was de lage uitlaat standaard en de swept back pipe optioneel. Het instrumentenpaneel was netjes verzonken in de tank en bevatte een ampèremeter en de lichtschakelaar maar het was ook voorbereid voor de inbouw van een "eight day clock", die een pond en tien shilling extra kostte. De basisprijs was 55 pond. In 1937 werden er flinke wijzigingen in de modellen toegepast. Het Model 37/18 kreeg een nieuwe motor met een boring/slagverhouding van 82,5 × 93 mm en de ontstekingsmagneet verhuisde bij de AJS-modellen weer naar de voorkant van de cilinder, terwijl die bij Matchless aan de achterkant van de cilinder bleef zitten. De koelribben werden gewijzigd en de machine kreeg een 3 gallon (13,6 liter) tank. Ze kostte 56 pond. In 1938 bracht men meerdere modellen in de "18"-serie uit. Allereerst het standaardmodel Model 38/18, dat een verchroomde tank met zwarte en gouden biezen kreeg. Het leren gereedschapstasje was vervangen door een plaatstalen kastje dat aan het achterspatbord hing. Daarnaast het AJS Model 38/T, waarbij de "T" stond voor "Trials". Daarmee werd niet per se de trialsport bedoeld zoals die later bekend werd. Trials stond voor terreinwedstrijden in het algemeen, maar met name voor betrouwbaarheidsritten zoals tegenwoordig de Enduro is. Het Model 38/18T had dan ook zware terreinbanden en vanwege de bodemvrijheid geen middenbok, maar een voor- en achterwielstandaard. Het was duurder dan de andere modellen: 67 pond. Bij het Model 39/18 werd de middenbok ook vervangen door een achterwielstandaard. Verder waren er geen grote wijzigingen. Het kostte 61 pond. 

### Model 38/18 Silver Streak 1938
Zowel AJS als Matchless hadden begin jaren dertig geprobeerd om zeer luxueuze en dure modellen op de markt te brengen: Het AJS Model S3, de Matchless Silver Arrow en de Matchless Silver Hawk. Voor die machines waren ook aparte, gecompliceerde motorblokken ontwikkeld, wat de ontwikkelingskosten sterk verhoogde.
In 1938 deed men een nieuwe poging: als AJS Silver Streak werden drie modellen op de markt gebracht, maar nu allemaal gebaseerd op bestaande modellen met bestaande motorblokken. Er kwam een 250-, 350- en 500cc-versie. Alles wat verchroomd kon worden was ook verchroomd, de blokken waren getuned en de cilinderkop gepolijst. Het 500cc-model was de AJS Model 38/18 Silver Streak, technisch vrijwel gelijk aan het Model 38/18, maar zeer luxueus met veel chroom. De Silver Streak-serie bleef slechts één jaar in productie.

## Onderbreking door de Tweede Wereldoorlog
Al in 1939 werkte men bij Matchless aan een militaire motorfiets. Het werd de 350cc-Matchless WG3/L waarbij de "W" stond voor "War Office" en de "L" voor "Lightweight". De machine was gebaseerd op het Matchless Model 39/G3. De machine werd in 1939 al ingezet in Noord-Frankrijk. Na de slag om Duinkerke en de daaropvolgende Britse evacuatieoperatie Dynamo bleef vrijwel al het materieel, al dan niet vernietigd, achter in Duinkerke. Onmiddellijk werden alle beschikbare Matchless-motorfietsen aangekocht door het War Office om de verliezen te compenseren. Het War Office startte tests voor de aanbesteding van specifiek militaire motorfietsen. Matchless ontwikkelde de WG3/L door tot de Matchless G3/L met de teledraulic-hydraulisch gedempte telescoopvork. Het Zuid-Afrikaanse leger bestelde 110 G3/L's voor motorordonnansen, maar de Britse opdracht ging in eerste instantie naar Triumph met haar 3TW. De Triumph-fabriek aan Priory Street in Coventry ging echter verloren bij het bombardement op Coventry op 14 november 1940. Triumph opende in mei 1942 een nieuwe fabriek in Meriden, maar toen was de opdracht voor de productie van 80.000 motorfietsen al naar AMC gegaan. De militaire Matchless G3/L verloor alle luxe, waaronder het chroom en de middenbok en zou na de Tweede Wereldoorlog helpen om de civiele productie weer op te starten. De civiele productie van AMC kwam in 1941 geheel tot stilstand. Na de oorlog was de Matchless G3/L het eerste model dat weer geproduceerd werd, samen met het bijna identieke AJS Model 16M. 

### Model 18 1945-1949
Men was in 1945 ook klaar om de Matchless G80 op de markt te brengen. Dat was feitelijk een grotere versie van de G3/L met de motor van voor de oorlog, een Burman-versnellingsbak en de teledraulic-telescoopvork. De kleuren waren nog eenvoudig, zonder chroom dat nog steeds beperkt beschikbaar was en met een compressieverhouding van slechts 5,9:1. Die was nodig vanwege de matige klopvastheid van de benzine zo kort na de oorlog, maar zorgde er ook voor dat de machine makkelijk te starten was. Vanwege de benzinedistributie, die tot 1950 duurde, moest de machine ook zuinig zijn. Om ook het merk AJS weer op de markt te brengen, paste men badge-engineering toe. De Matchless G80 werd met een AJS-logo als AJS Model 18 verkocht. Toch was er nog steeds één verschil. Bij AJS zat de ontstekingsmagneet vóór de cilinder, bij Matchless erachter. 

### Model 18C 1947-1958
De Matchless G80LC verscheen in 1947 als opvolger van de vooroorlogse G80C, samen met het AJS Model 18C. De "C" stond voor "Competition". Beide machines waren bedoeld voor de terreinsporten. Ze hadden een speciaal frame met een kortere wielbasis en de voetsteunen waren meer naar binnen geplaatst om het geheel smaller te maken. Zelfs de vuldop van de olietank was verplaatst. Die stak bij de normale modellen iets naar buiten om het vullen te vergemakkelijken, maar kon daardoor hinderen bij de staande houding van de trialrijder. Daarom zat de vulhals nu boven op de tank. De aluminium cilinderkop die de andere modellen pas in 1951 kregen, kreeg het Model 18C al een jaar eerder. Het Model 18C kreeg ook lichte, aluminium spatborden en de middenbok verdween vanwege de bodemvrijheid die bij het terreinrijden essentieel was. In plaats daarvan kwam er een dunne, lichte achterwielstandaard, die al snel weer werd vervangen door een jiffy. Hoewel al in 1951 het Model 18CS met achtervering verscheen, bleef het Model 18C nog tot 1958 in productie. Conservatieve trialrijders vonden achtervering niet nodig en kozen voor de lichtere (137 kg) machine zonder vering. 

### Model 18S 1949-1966
In 1949 kregen de Matchless G80 en het AJS Model 18 weer haarspeldklepveren, maar de grootste verandering was de toevoeging van achtervering. Associated Motor Cycles sloeg daarbij een stap over: in plaats van plunjervering kregen de machines een swingarm met hydraulische schokdempers. De naam veranderde in Matchless G80S en AJS model 18S, waarbij de "S" stond voor "Sprung" (geveerd). Echt goed waren de veerelementen, die de bijnaam "Candlestick" kregen, nog niet en eind 1950 werden ze vervangen door de duurdere maar nog niet overtuigende "Jampots". Pas in 1957 werd de achtervering aanmerkelijk beter toen men veer/demperelementen van Girling ging monteren. De bezuinigingen op chroom en lak sloegen in 1952 opnieuw toe door de Koreaanse Oorlog. In dat jaar werden de ontstekingsmagneet en de dynamo van de Matchless op AJS-wijze voor het carter geplaatst. Dat kwam de betrouwbaarheid ten goede, want achter de cilinder had de dynamo last van koelproblemen. Vanaf 1953 konden de geveerde modellen voorzien worden van een duozadel. In 1954 kregen de machines een veel grotere tank (17 liter in plaats van 13,5 liter) en een volle naaf-trommelrem in het voorwiel. Vanaf 1955 gebeurde dat ook bij het achterwiel. Rond die tijd werd de machine ook meer symmetrisch door het accu/gereedschapskastje links te plaatsen met dezelfde vorm als de rechts geplaatste olietank. De Burman-versnellingsbak werd in 1956 vervangen door een exemplaar van het in 1953 overgenomen Norton. In 1958 werd de toen al ouderwetse Lucas-gelijkstroomdynamo en magneetontsteking vervangen door een moderne wisselstroomdynamo en een accu-bobineontsteking. In 1960 werd het semi-dubbel wiegframe vervangen door een dubbel wiegframe met twee buizen vanaf het balhoofd. In 1963 werd de boring/slagverhouding gewijzigd: 86 x 85,5 mm. Het toerental kon daardoor hoger worden en het vermogen steeg naar 30 pk. Gedurende de jaren werd de compressieverhouding ook steeds hoger. Kort na de oorlog had de G80 nog een lage compressieverhouding vanwege het gebrek aan klopvaste benzine. In 1964 werd de AMC-teledraulic-voorvork vervangen door de Norton-Roadholder. Daarmee ging de machine ook beter remmen, want de bredere vork bood plaats aan bredere remtrommels. 

### Model 18CS 1951-1966
De naam "AJS Model 18CS" stond aanvankelijk nog voor "Competition Sprung". De Matchless G80CS won de Scottish Six Days Trial van 1950, maar de ontwikkeling in de motorsport vereiste een grotere specialisatie en vanaf 1951 werd de Matchless ingezet voor scrambles- en motorcrosswedstrijden en het zustermodel AJS Model 18CS voor de trialsport. Waarschijnlijk was dat het moment dat de type-aanduiding "CS" werd gebruikt als "Competition Scrambles" en dat de Matchless G80CS ook een luchtfilter kreeg. In elk geval werd de SSDT van 1954 opnieuw gewonnen. De CS kreeg pas in 1966 het dubbel wiegframe dat de andere modellen al in 1961 kregen. Dit frame was gebouwd naar het voorbeeld van de succesvolle Rickman Métisse-frames en werd uiteindelijk door Norton overgenomen voor de Norton N15 en de P11 en Ranger-modellen.

### Model 18 Statesman 1960-1966
Begin jaren zestig nam de Berliner Motor Corporation in Hasbrouck Heights (New Jersey) het importeurschap van Associated Motor Cycles in de Verenigde Staten over. Eigenaar Joe Berliner begreep de Amerikaanse markt als geen ander en bij al zijn merken, waaronder Moto Guzzi en Ducati, bemoeide hij zich nadrukkelijk met de ontwikkeling en de naamgeving van de modellen. Onder zijn invloed ontstonden de Ducati Bronco, de Moto Guzzi V7 Ambassador, de Moto Guzzi V7 850 Eldorado en de Ducati Apollo. Bij de AMC-modellen beperkte hij zich tot de naam van de modellen, die meer moesten aansluiten bij het Amerikaanse publiek. Zo kreeg de Matchless G12 in Amerika de namen "Monarch" en "Apache" en het AJS Model 18S kreeg de toevoeging "Statesman". 

## Einde productie
In 1966 werd het noodlijdende Associated Motor Cycles verkocht aan Dennis Poore, de eigenaar van Manganese Bronze Holdings. Poore interesseerde zich vooral voor de tweecilinders van Norton, dat sinds 1953 ook onder de vlag van AMC opereerde. De productie van de Matchless en AJS-modellen werd vrijwel onmiddellijk gestaakt. 

## Afbeeldingen

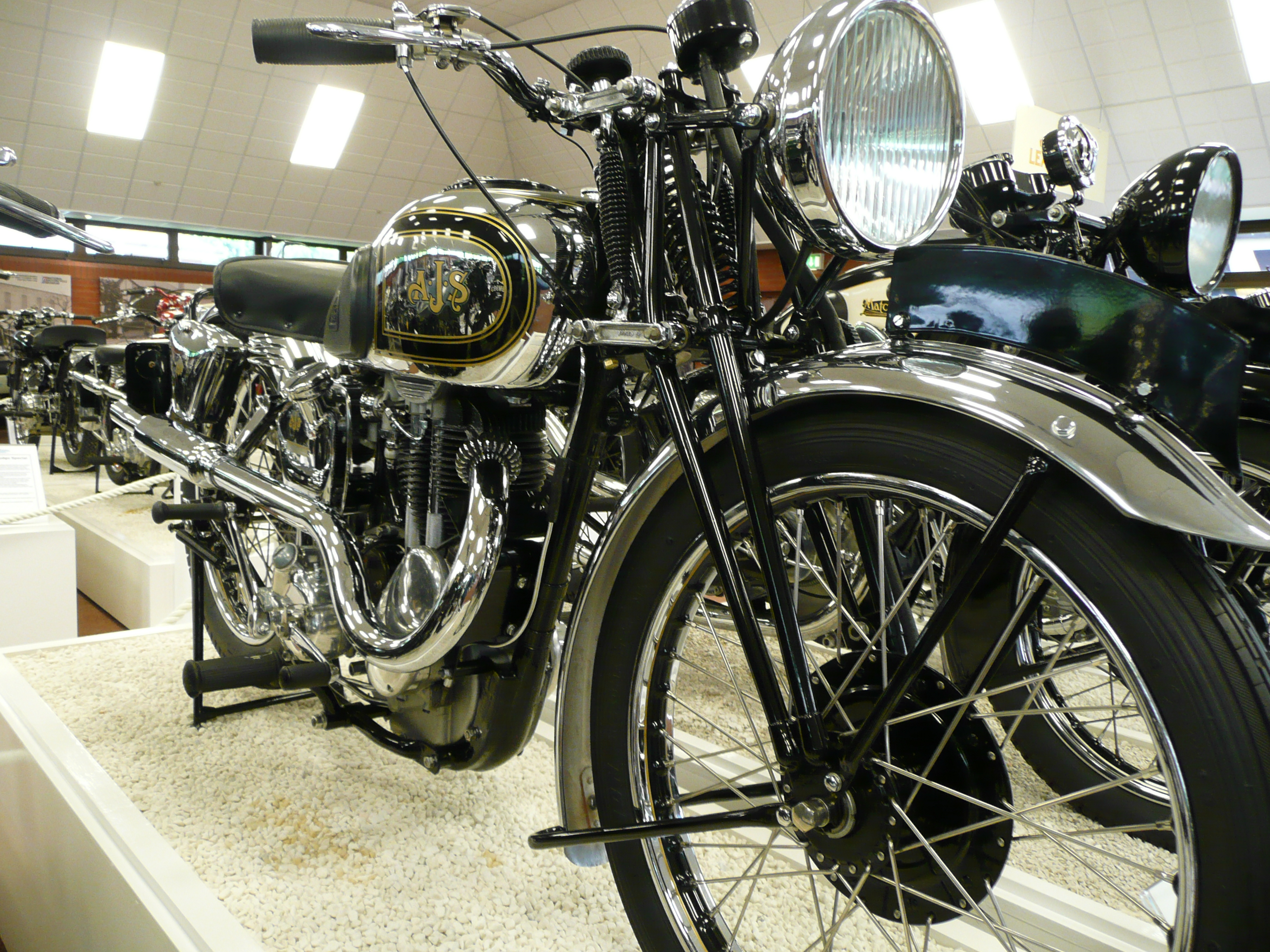
AJS Model 38/18 Silver Streak uit 1938
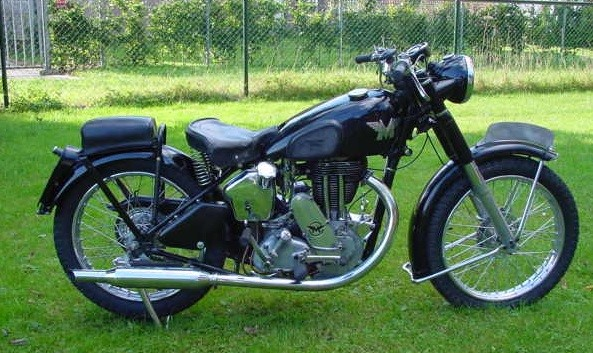
Deze Matchless G80 uit 1946 was vrijwel identiek aan het AJS Model 18 uit die tijd. Eenvoudig zwart gespoten, maar alles wat hier aan chroom te zien is, is later aangebracht. De volledig verchroomde velgen waren pas in 1958 verkrijgbaar. De ontstekingsmagneet zit hier achter de cilinder, bij de AJS zat hij voor de cilinder.
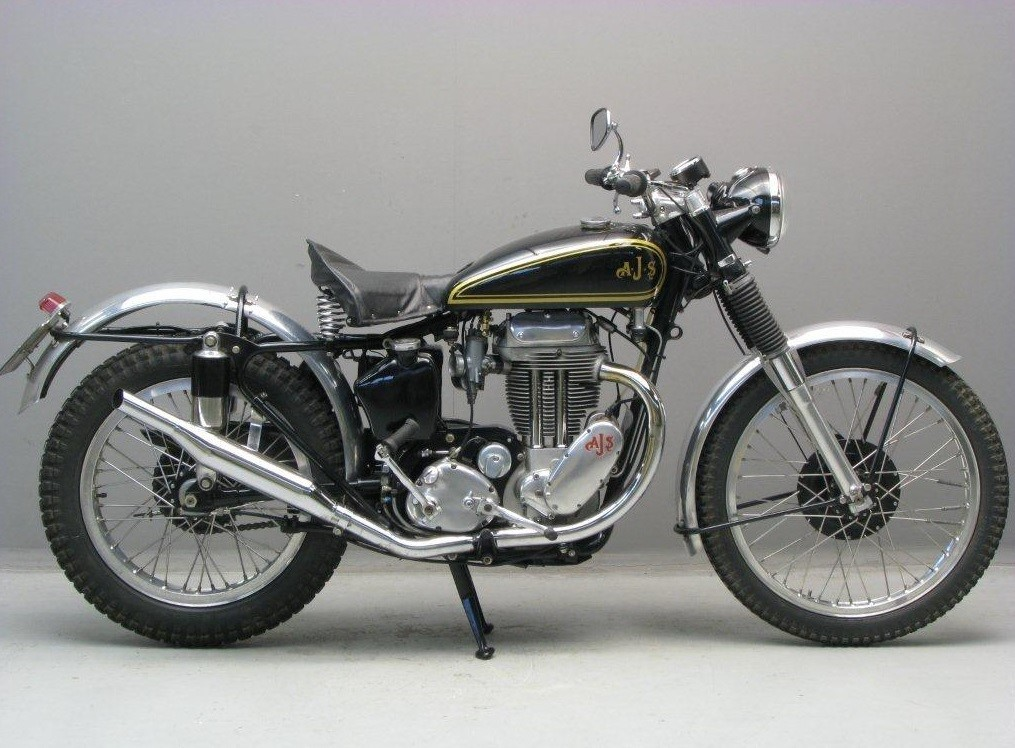
AJS Model 18CS uit 1951.
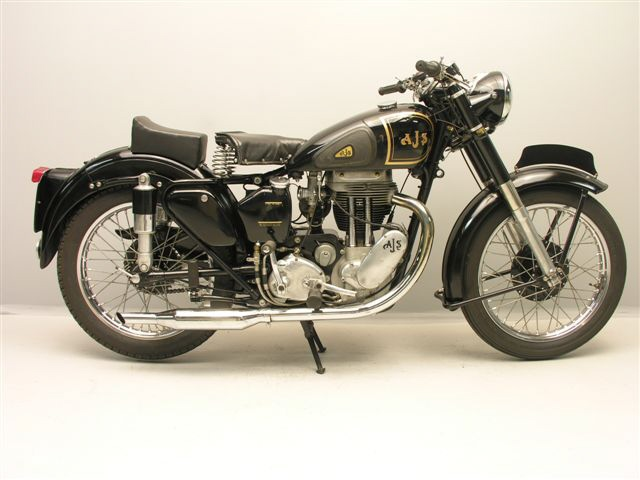
Het AJS Model 18S was identiek aan...
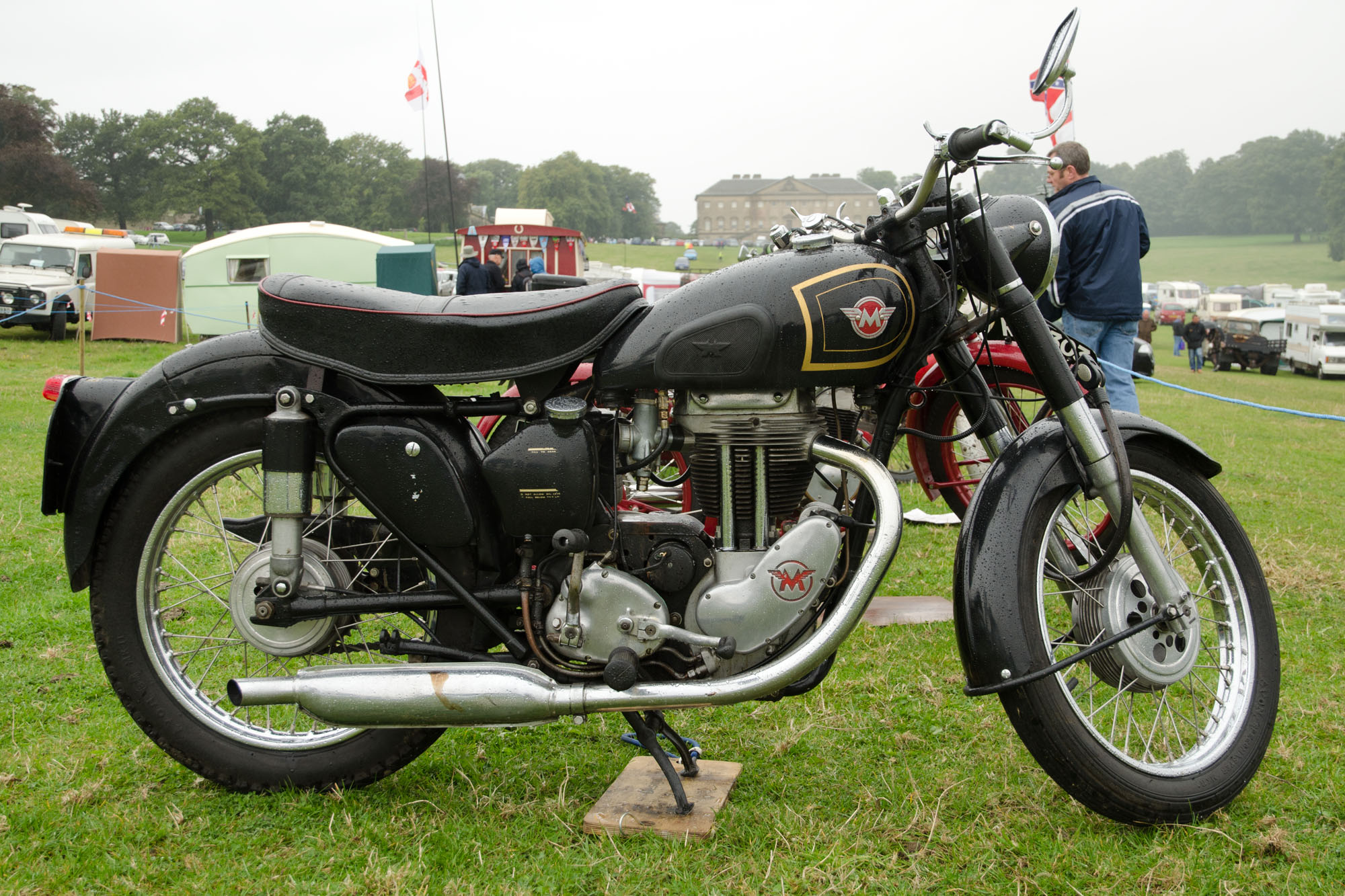
...de Matchless G80S
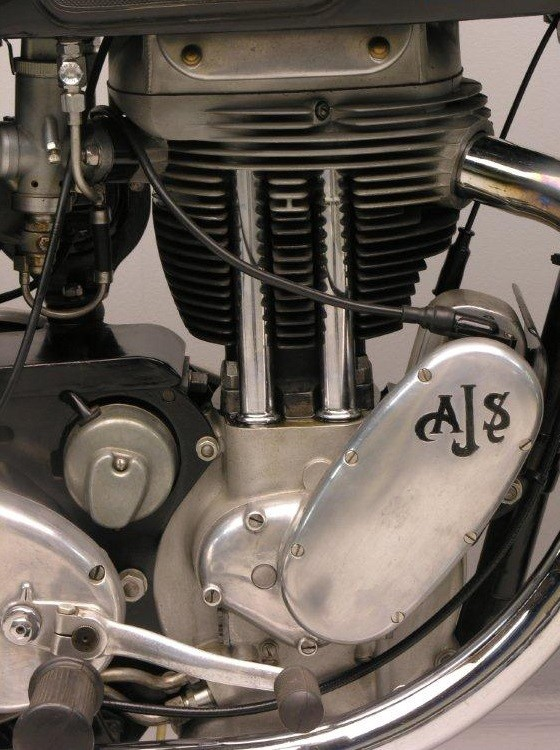
De rechterkant van het blok in 1952, met rechts de ontstekingsmagneet en achter de cilinder onder een afdekkapje de dynamo.
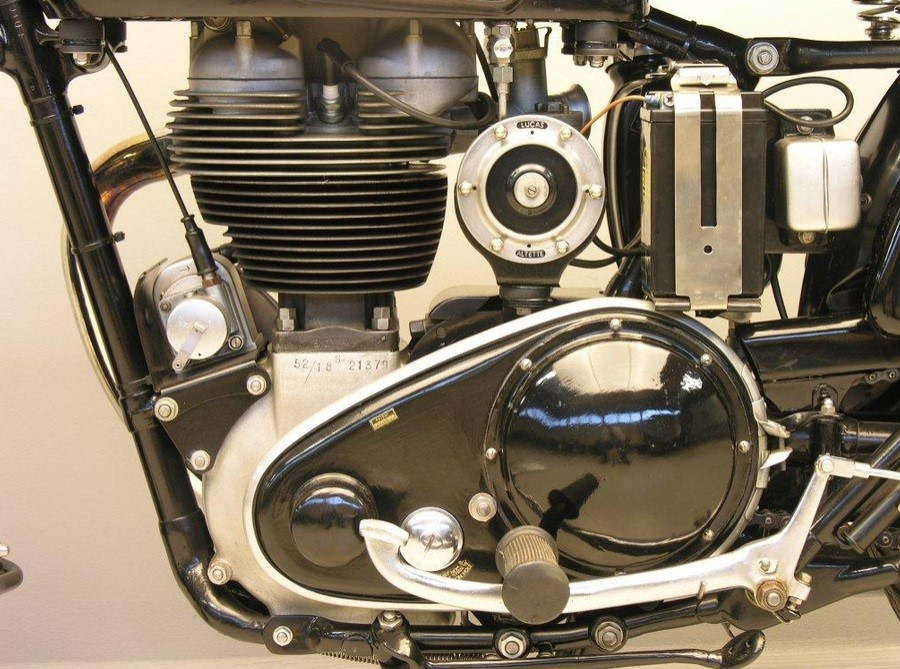
De kettingkast van de primaire ketting was op Matchless-wijze afgesloten met een klemband. Een niet altijd lekvrij systeem dat later werd vervangen door een geschroefd deksel.

## Technische gegevens
| AJS Model              | 35/18                          | 36/18                          | 37/18                          | 38/18                          | 38/18T                         | 38/18 SS                       | 39/18                          | 18                                                             | 18C                                                            | 18S                                                            | 18CS                                                           | 18 Statesman                                                   |
| ---------------------- | ------------------------------ | ------------------------------ | ------------------------------ | ------------------------------ | ------------------------------ | ------------------------------ | ------------------------------ | -------------------------------------------------------------- | -------------------------------------------------------------- | -------------------------------------------------------------- | -------------------------------------------------------------- | -------------------------------------------------------------- |
| Periode                | 1935                           | 1936                           | 1937                           | 1938                           | 1938                           | 1938                           | 1939                           | 1945-1949                                                      | 1947-1958                                                      | 1949-1966                                                      | 1951-1966                                                      | 1960-1966                                                      |
| Categorie              | Sport                          | Sport                          | Sport                          | Sport                          | Trial                          | Sport                          | Sport                          | Toer                                                           | Trial                                                          | Toer                                                           | Trial                                                          | Toer                                                           |
| Motortype              | Stoterstangen kopklepmotor     | Stoterstangen kopklepmotor     | Stoterstangen kopklepmotor     | Stoterstangen kopklepmotor     | Stoterstangen kopklepmotor     | Stoterstangen kopklepmotor     | Stoterstangen kopklepmotor     | Stoterstangen kopklepmotor                                     | Stoterstangen kopklepmotor                                     | Stoterstangen kopklepmotor                                     | Stoterstangen kopklepmotor                                     | Stoterstangen kopklepmotor                                     |
| Bouwwijze              | Staande eencilinder            | Staande eencilinder            | Staande eencilinder            | Staande eencilinder            | Staande eencilinder            | Staande eencilinder            | Staande eencilinder            | Staande eencilinder                                            | Staande eencilinder                                            | Staande eencilinder                                            | Staande eencilinder                                            | Staande eencilinder                                            |
| Koeling                | Lucht                          | Lucht                          | Lucht                          | Lucht                          | Lucht                          | Lucht                          | Lucht                          | Lucht                                                          | Lucht                                                          | Lucht                                                          | Lucht                                                          | Lucht                                                          |
| Boring                 | 84,0 mm                        | 84,0 mm                        | 82,5 mm                        | 82,5 mm                        | 82,5 mm                        | 82,5 mm                        | 82,5 mm                        | 82,5 mm                                                        | 82,5 mm                                                        | 84,0 mm, vanaf 1963: 86,0 mm                                   | 84,0 mm, vanaf 1963: 86,0 mm                                   | 84,0 mm, vanaf 1963: 86,0 mm                                   |
| Slag                   | 90,0 mm                        | 90,0 mm                        | 93,0 mm                        | 93,0 mm                        | 93,0 mm                        | 93,0 mm                        | 93,0 mm                        | 93,0 mm                                                        | 93,0 mm                                                        | 93,0 mm, vanaf 1963: 85,5 mm                                   | 93,0 mm, vanaf 1963: 85,5 mm                                   | 93,0 mm, vanaf 1963: 85,5 mm                                   |
| Cilinderinhoud         | 494,8 cc                       | 494,8 cc                       | 497,1 cc                       | 497,1 cc                       | 497,1 cc                       | 497,1 cc                       | 497,1 cc                       | 497,1 cc                                                       | 497,1 cc                                                       | 497,1 cc, vanaf 1963: 494,9 cc                                 | 497,1 cc, vanaf 1963: 494,9 cc                                 | 497,1 cc, vanaf 1963: 494,9 cc                                 |
| Carburateur(s)         | Amal met twistgrip-control     | Amal met twistgrip-control     | Amal met twistgrip-control     | Amal met twistgrip-control     | Amal met twistgrip-control     | Amal met twistgrip-control     | Amal met twistgrip-control     | 1 inch Amal-carburateur, later Amal Monobloc 27 mm carburateur | 1 inch Amal-carburateur, later Amal Monobloc 27 mm carburateur | 1 inch Amal-carburateur, later Amal Monobloc 27 mm carburateur | 1 inch Amal-carburateur, later Amal Monobloc 27 mm carburateur | 1 inch Amal-carburateur, later Amal Monobloc 27 mm carburateur |
| Smeersysteem           | Dry-sumpsysteem                | Dry-sumpsysteem                | Dry-sumpsysteem                | Dry-sumpsysteem                | Dry-sumpsysteem                | Dry-sumpsysteem                | Dry-sumpsysteem                | Dry-sumpsysteem                                                | Dry-sumpsysteem                                                | Dry-sumpsysteem                                                | Dry-sumpsysteem                                                | Dry-sumpsysteem                                                |
| Compressieverhouding   | 6:1                            | 6:1                            | 6:1                            | 6:1                            | 6:1                            | 6:1                            | 6:1                            | 6,2:1, vanaf 1962: 7,3:1                                       | 6,2:1, vanaf 1962: 7,3:1                                       | 6,2:1, vanaf 1962: 7,3:1                                       | 6,2:1, vanaf 1962: 7,3:1                                       | 6,2:1, vanaf 1962: 7,3:1                                       |
| Max. vermogen          | ca 25 pk                       | ca 25 pk                       | ca 25 pk                       | ca 25 pk                       | ca 25 pk                       | ca 25 pk                       | ca 25 pk                       | ca 30 pk                                                       | ca 30 pk                                                       | ca 30 pk                                                       | ca 30 pk                                                       | ca 30 pk                                                       |
| Primaire aandrijving   | Ketting                        | Ketting                        | Ketting                        | Ketting                        | Ketting                        | Ketting                        | Ketting                        | Ketting                                                        | Ketting                                                        | Ketting                                                        | Ketting                                                        | Ketting                                                        |
| Koppeling              | Meervoudige droge plaat        | Meervoudige droge plaat        | Meervoudige droge plaat        | Meervoudige droge plaat        | Meervoudige droge plaat        | Meervoudige droge plaat        | Meervoudige droge plaat        | Meervoudige natte plaat                                        | Meervoudige natte plaat                                        | Meervoudige natte plaat                                        | Meervoudige natte plaat                                        | Meervoudige natte plaat                                        |
| Versnellingen          | 4                              | 4                              | 4                              | 4                              | 4                              | 4                              | 4                              | 4                                                              | 4                                                              | 4                                                              | 4                                                              | 4                                                              |
| Secundaire aandrijving | Ketting                        | Ketting                        | Ketting                        | Ketting                        | Ketting                        | Ketting                        | Ketting                        | Ketting                                                        | Ketting                                                        | Ketting                                                        | Ketting                                                        | Ketting                                                        |
| Rijwielgedeelte        | Semi-dubbel wiegframe          | Semi-dubbel wiegframe          | Semi-dubbel wiegframe          | Semi-dubbel wiegframe          | Semi-dubbel wiegframe          | Semi-dubbel wiegframe          | Semi-dubbel wiegframe          | Semi-dubbel wiegframe                                          | Semi-dubbel wiegframe                                          | Semi-dubbel wiegframe vanaf 1960: dubbel wiegframe             | Semi-dubbel wiegframe 1966: dubbel wiegframe                   | dubbel wiegframe                                               |
| Voorvork               | Girder-type parallellogramvork | Girder-type parallellogramvork | Girder-type parallellogramvork | Girder-type parallellogramvork | Girder-type parallellogramvork | Girder-type parallellogramvork | Girder-type parallellogramvork | AMC-Teledraulic                                                | AMC-Teledraulic                                                | AMC Teledraulic, vanaf 1964: Norton Roadholder                 | AMC Teledraulic, vanaf 1964: Norton Roadholder                 | AMC Teledraulic, vanaf 1964: Norton Roadholder                 |
| Achtervork             | Star                           | Star                           | Star                           | Star                           | Star                           | Star                           | Star                           | Swingarm                                                       | Swingarm                                                       | Swingarm                                                       | Swingarm                                                       | Swingarm                                                       |
| Remmen                 | Trommelremmen                  | Trommelremmen                  | Trommelremmen                  | Trommelremmen                  | Trommelremmen                  | Trommelremmen                  | Trommelremmen                  | Trommelremmen                                                  | Trommelremmen                                                  | Trommelremmen                                                  | Trommelremmen                                                  | Trommelremmen                                                  |
| Tankinhoud             | 11,6 liter                     | 11,6 liter                     | 13,6 liter                     | 13,6 liter                     | 13,6 liter                     | 13,6 liter                     | 13,6 liter                     | 15,9 liter                                                     | 10,2 liter                                                     | 13,0 liter, vanaf 1953: 17,0 liter                             | 10,2 liter                                                     | 17 liter                                                       |
| Droog gewicht          | Onbekend                       | Onbekend                       | Onbekend                       | Onbekend                       | Onbekend                       | Onbekend                       | Onbekend                       | 160 kg                                                         | 137 kg                                                         | 175 kg                                                         | Onbekend                                                       | 172 kg                                                         |
| Matchless-model        | Geen                           | Geen                           | Geen                           | Geen                           | Geen                           | Geen                           | Geen                           | G80L                                                           | G80LC                                                          | G80S                                                           | G80CS                                                          | Geen                                                           |